# 圣日耳曼朗布龙
圣日耳曼朗布龙（法語：Saint-Germain-Lembron，法語發音：[sɛ̃ ʒɛʁmɛ̃ lɑ̃bʁɔ̃]）是法国多姆山省的一个市镇，位于该省南部，属于伊苏瓦尔区。

## 地理
圣日耳曼朗布龙（45°27'29"N, 3°14'23"E）面积15.7 平方千米，位于法国奥弗涅-罗讷-阿尔卑斯大区多姆山省，该省份为法国中南部省份，北起阿列省接壤，东临卢瓦尔省，南至上盧瓦爾省和康塔爾省，西接科雷兹省和克勒兹省。
与圣日耳曼朗布龙接壤的市镇（或旧市镇、城区）包括：博略、库兹河畔勒布勒伊、勒布罗克、沙吕、沙博尼耶莱米讷、科朗日、日尼亚、维谢勒。

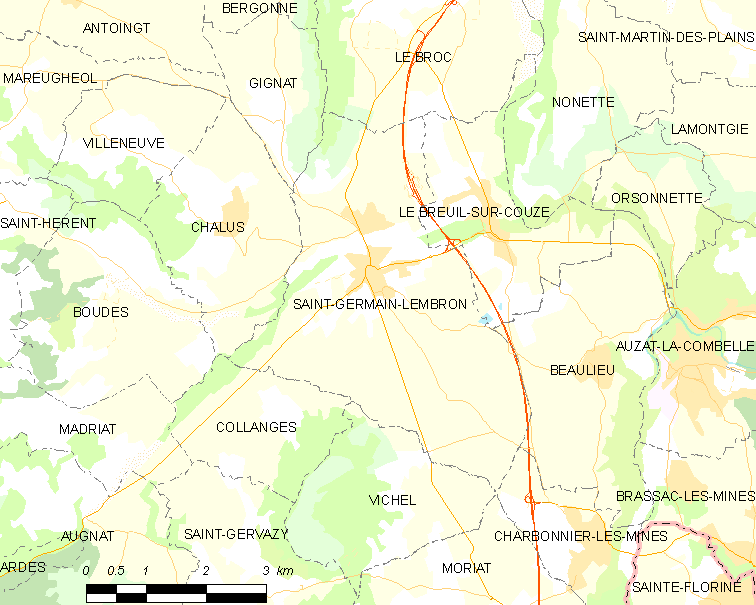
圣日耳曼朗布龙的OSM定位图

圣日耳曼朗布龙的时区为UTC+01:00、UTC+02:00（夏令时）。

## 行政
圣日耳曼朗布龙的邮政编码为63340，INSEE市镇编码为63352。

## 政治
圣日耳曼朗布龙所属的省级选区为布拉萨克莱米讷县。

## 人口

1962-2008年间圣日耳曼朗布龙人口变化图示

圣日耳曼朗布龙于2022年1月1日时的人口数量为2020人。